# Bartolomé Puig y Galup

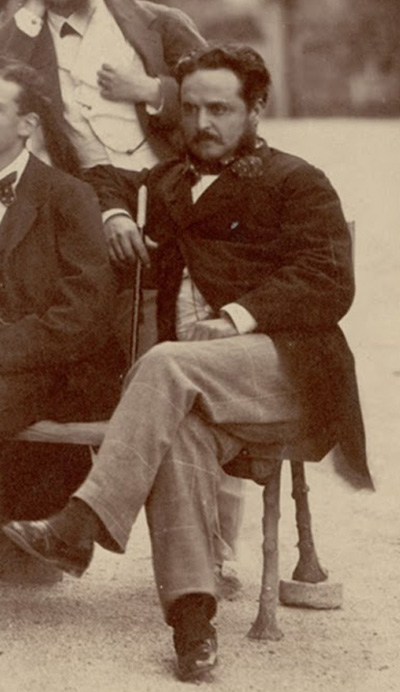
Retrato de Bartolomé Puig y Galup realizado por Rafael Castro y Ordóñez en 1862.

Bartolomé Puig y Galup (Sitges, Barcelona, 1828 - Barcelona, 24 de abril de 1884) fue un médico y taxidermista español.

## Biografía
Se licenció en el año 1851 en Medicina y Cirugía en la Universidad de Barcelona. Al año siguiente, se trasladó a Madrid para ampliar sus estudios en la Universidad Central. En 1862 consiguió el grado de doctor en Medicina con la tesis titulada De la moral en el médico.
Participó entre 1862 y 1865 en la Comisión Científica del Pacífico, expedición en la que se hizo cargo de la taxidermia y conservación de ejemplares. Regresó a España en 1865, reicorporándose a su plaza de Ayudante Disecador y conservador del Gabinete de Historia Natural de la Universidad de Barcelona.